# فلورنتین پتره
فلورنتین پتره (انگلیسی: Florentin Petre؛ زادهٔ ۱۵ ژانویهٔ ۱۹۷۶) بازیکن فوتبال اهل رومانی است.
از باشگاه‌هایی که در آن بازی کرده‌است می‌توان به باشگاه فوتبال زسکا صوفیه، باشگاه فوتبال احمد گروزنی، باشگاه والیبال دینامو بخارست، و باشگاه فوتبال دینامو بخارست اشاره کرد.
وی همچنین در تیم ملی فوتبال رومانی بازی کرده‌است.